# Zoete mosterd
Zoete mosterd is het 106de stripverhaal van Jommeke. De reeks wordt getekend door striptekenaar Jef Nys.

## Verhaal
Op een dag krijgt Jommeke het bezoek van Trage Voet, een indiaan van de stam de Propere Voeten, met het bericht dat Dikke Danser weg is met Zoete Mosterd. Dikke Springmuis, het opperhoofd van de Propere Voeten, blijkt hiermee niet gediend te zijn omdat Zoete Mosterd de nieuwe squaw zou worden van hem. Jommeke beslist daarop om naar de Far-West te gaan waarin hij vergezeld wordt door Marie, Teofiel en Flip. Door de harde taal die Teofiel er spreekt wordt Marie gevangengenomen door Dikke Springmuis. Ze zal alleen maar vrijgelaten worden als ze Zoete Mosterd kunnen bevrijden uit de handen van de Lange Tanden waar Dikke Danser het opperhoofd van is.